# Silent Scope 2: Dark Silhouette
Silent Scope 2: Dark Silhouette, conhecido no Japão como Silent Scope 2: Innocent Sweeper (サイレントスコープ2 INNOCENT SWEEPER, Sairento Sukōpu Tsū Inosento Suwīpā) , e na Europa como Silent Scope 2: Fatal Judgment, é um jogo de atirador ferroviário que é o sequência do jogo de arcade Silent Scope .
A versão para PlayStation 2 recebeu críticas "mistas" de acordo com o site de agregação de críticas Metacritic .  Jeff Lundrigan da NextGen chamou isso de "uma perda de tempo e dinheiro de qualquer pessoa".  No Japão, no entanto, a Famitsu deu uma pontuação de 29 de 40.
Também no Japão, Game Machine listou a versão de arcade em sua edição de 15 de agosto de 2000 como sendo o décimo quarto jogo dedicado de arcade de maior sucesso do ano.